# The Bloody Beetroots
The Bloody Beetroots è un gruppo musicale elettronico italiano fondato alla fine del 2005 da Sir Bob Cornelius Rifo e Tommy Tea.
Nel 2010 si aggiunge (nella formazione Bloody Beetroots Death Crew 77) il batterista Jacopo Battaglia (con lo pseudonimo di Battle) e infine una serie di turnisti fra questi: Edward Grinch, Battle, Mad Harris (Enrico Matta, Subsonica), Jacopo Volpe (Post Malone, Salmo, Blanco, Thasup).
Durante le apparizioni pubbliche il progetto adotta una maschera, ispirata da una variante nera del costume di Spiderman (confusa spesso con quella di Venom).
Il progetto ha uno stile di difficile classificazione in quanto fonde pop, punk, electro, musica classica, rock e hip hop ma viene solitamente ricondotto alla dance punk e all'electro house.
Dall’abbandono di Tommy Tea nel 2013, The Bloody Beetrots si identifica esclusivamente con Sir Bob Cornelius Rifo.
Rifo sviluppa parallelamente il progetto sperimentale elettronico SBCR (2015) e RIFOKI (2009), una band punk hardcore con il dj/produttore americano Steve Aoki. Entrambi i progetti verranno pubblicati dalla Dim Mak Records (Los Angeles, California).

## Storia del gruppo
Sir Bob Cornelius Rifo nasce nel 1977 a Bassano del Grappa. È un musicista di formazione classica, che trova la sua popolarità però nella produzione di musica elettronica con uno stile che varia dal punk rock alla new wave degli anni '80 passando per la techno e l'acid house. Rifo ha militato in diversi progetti musicali, tra i quali: Bob Rifo's Gang (Garage Punk), Cafe Audio (Trip Hop, Drum & Bass), Da Fam (Hip Hop con Dj Villary di RYLZ/Casino Royale).
Tommy Tea nasce 1983 a Bassano del Grappa e prima di fondare il progetto assieme a Sir Bob Cornelius Rifo ha lavorato per MTV a Londra, città dove inizia ad esibirsi come dj.

### L'esordio nel 2006 eRomborama
Alla fine del 2006, Bob Rifo assieme a Tommy Tea creano The Bloody Beetroots. Il progetto riesce da subito ad ottenere il sostegno di Étienne de Crécy, Alex Gopher e dell'etichetta discografica Dim Mak Records di Steve Aoki con i singoli Warp e Cornelius. Nel 2008, l'EP Cornelius viene incluso nella lista dei brani più scaricati a livello internazionale, la Top 100 International iTunes downloads. Questo disco è stato realizzato come progetto artistico a 360 gradi composto da musica, video e moda.
Il DJ Set ha effettuato una breve tournée negli Stati Uniti all'inizio del 2008, a fianco di Steve Aoki. Nel 2008, il brano Butter viene incluso nella colonna sonora di FIFA 09, Mac Mac viene inserito in NBA 2K9 e il remix di Black Gloves dei Goose in Pro Evolution Soccer 2012.
Il 25 ottobre 2009 viene pubblicato il primo album, intitolato Romborama. Il primo singolo estratto è stato Awesome, con la collaborazione di The Cool Kids. L'album vende 2 milioni di copie.
Nel 2009 partecipa al progetto di punk hardcore intitolato Rifoki, una collaborazione musicale tra Bob Rifo e Steve Aoki.
In questo periodo, i membri del gruppo oltre ad indossare le maschere nere si presentavano sul palco con delle maschere rosse. Una linea di T-Shirt limited edition viene lanciata negli stessi anni con la collaborazione di Sixpack France, un'azienda francese di abbigliamento.

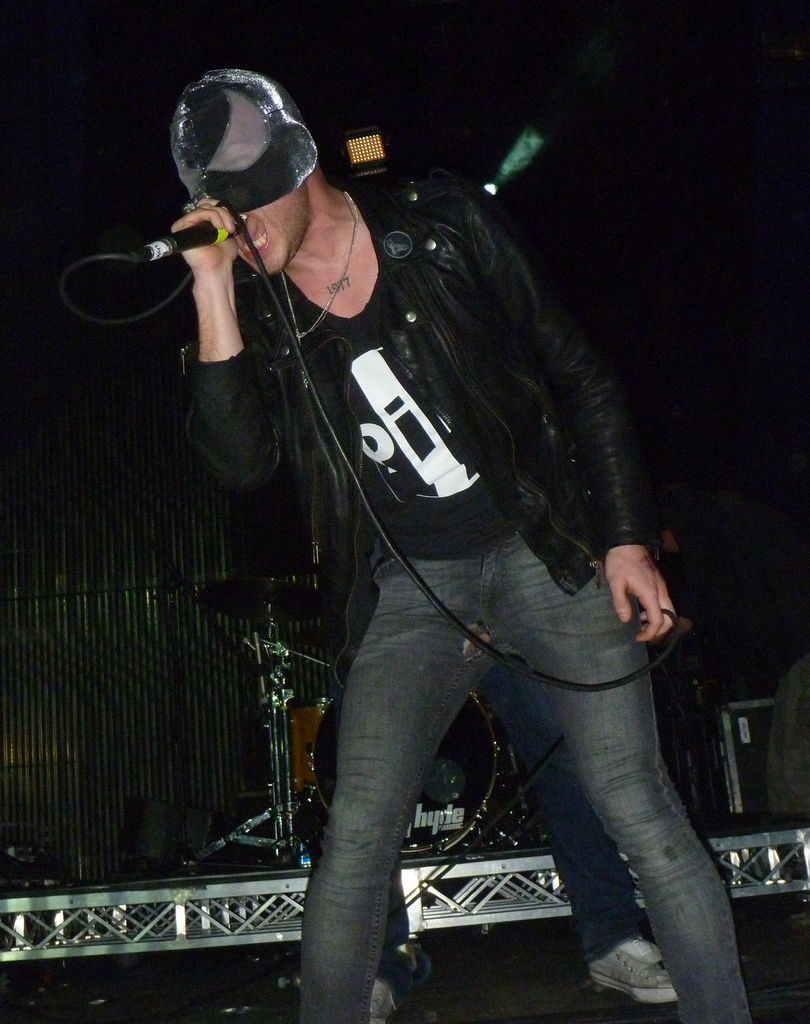
Sir Bob Cornelius Rifo nella formazione Bloody Beetroots - Death Crew 77

The Bloody Beetroots ha partecipato ai festival musicali più importanti come Stereosonic Festival e Big Day Out in Australia, Ultra Music Festival di Miami, Coachella, Lollapalooza, Nameless Music festival e molti altri.

### The Bloody Beetroots - Death Crew 77
Durante il Tour Live del 2010, Sir Bob chiama il nuovo gruppo The Bloody Beetroots - Death Crew 77 (che nel 2013 prenderà il nome The Bloody Beetroots Live), inserendo un terzo membro nella band, Edward Grinch, alla batteria.
Con questa formazione, il gruppo continua a esibirsi ai vari festival di tutto il mondo: Festival Solidays a Parigi, MELT! Festival di Berlino, Extrema Festival di Eindhoven, Tomorrowland in Belgio, DURR Fest di Los Angeles, Electric Zoo a New York, ed è stato headliner al concerto Come Together as One tenutosi a Los Angeles per il capodanno 2011.
Il 2 marzo 2011, con un comunicato ufficiale, i The Bloody Beetroots annunciano che Jacopo Battaglia, ex batterista degli Zu, entra nella band come batterista nei live, con lo pseudonimo di Battle, al posto di Edward Grinch.
Nel 2011, durante il tour intitolato The Church of Noise, il cantante Dennis Lyxzén, del gruppo punk Refused, e Tommy Lee si sono uniti ai Death Crew 77 sul palco per qualche canzone.
Nel 2011, il brano 31 Seconds to Die viene incluso nella colonna sonora di Saints Row: The Third.
Church of Noise con Dennis Lyxzén, uscito alla fine del 2011, diventa il primo singolo dal secondo album. Il secondo singolo, Rocksteady, viene pubblicato nei primi mesi del 2012 insieme ad alcuni remix. Il terzo singolo, uscito nel dicembre 2012, è Chronicles of a Fallen Love in cui appare Greta Svabo Bech, anch'esso accompagnato da alcuni remix.
A partire dal 2013 Tommy Tea si dedica a progetti musicali personali.
Nel febbraio del 2013, Rifo ha annunciato una nuova piattaforma di social media denominata Church of Noise, intesa come spazio virtuale per gli artisti per conoscersi e collaborare. La piattaforma includerebbe dei servizi sharing come YouTube, Soundcloud, e altri ancora.
Nello stesso mese Bob Rifo ha pubblicato il quarto singolo Spank, che è stato prodotto con TAI e Bart B More. Il 14 giugno 2013 esce un nuovo singolo Out of Sight in collaborazione con Paul McCartney.
Il 18 dicembre 2013 viene annunciata la partecipazione di The Bloody Beetroots al Festival di Sanremo 2014 insieme a Raphael Gualazzi con i brani Liberi o no e Tanto ci sei. Arrivati in finale con Liberi o no, si sono piazzati al secondo posto della kermesse canora.
Nel 2014 Sir Bob Cornelius Rifo compare nell'episodio 16 della terza stagione di Teen Wolf. Nel 2015 è stata resa nota la sua seconda partecipazione al Tomorrowland.
Il 9 aprile 2015 Rifo fa uscire una dichiarazione sulla pagina Facebook di The Bloody Beetroots, annunciando l'evoluzione di The Bloody Beetroots in SBCR, un cambio drammatico nel sound design dei suoi precedenti progetti.
Nel 2017, The Bloody Beetroots annuncia il suo ritorno ufficiale con un nuovo tour dal nome My Name is Thunder Tour. Il 20 ottobre pubblica un nuovo album, The Great Electronic Swindle, con venti tracce in cui coniuga ancora una volta la sua forte influenza rock-punk con sonorità elettroniche di vario genere. Con questo album il progetto SBCR viene riconsiderato come side project.

## Formazioni

### The Bloody Beetroots
- Sir Bob Cornelius Rifo (Simone Cogo) - dj, voce, chitarra, tastiera, basso, pianoforte, giradischi (2006 - presente)
- Tommy Tea - fx, sampling (2006 - 2012)

### Turnisti
- Battle (Jacopo Battaglia) - batteria (2011) tastiera, basso, chitarra (2013)
- Edward Grinch (Simone Perini) - batteria (2010-2011; 2013)
- Dennis Lyxzén - voce (Church of Noise Tour, 2011)
- Jacopo Volpe - batteria (2017)
- Nick Thayer - sintetizzatore, basso, chitarra (2017)
- Mad Harris - (2013) Big Day Out Tour
- Tommy Lee - batteria (Church of Noise Tour, 2011)

## Discografia

### Album in studio
- 2007 – Let Your Washing Machine Speak / Productions & Remixes, Bootleg, autoprodotto
- 2009 – Romborama, Dim Mak Records - Downtown Records
- 2011 – Best of... Remixes
- 2013 – HIDE, Ultra Records - Sony Columbia
- 2017 – The Great Electronic Swindle, Last Gang Records
- 2021 – Rims Racing (Official Soundtrack), Nacon / Fuzz-O-Rama

### EP
- 2007 – I Love the Bloody Beetroots, autoprodotto
- 2008 – Cornelius, Dim Mak Records
- 2008 – Rombo
- 2009 – Christmas Vendetta ...Spares of Romborama
- 2010 – Domino (Spares of Romborama - Pt. 2)
- 2011 – Church of Noise (Remixes) (feat. Dennis Lyxzén), Ultra Records
- 2012 – Rocksteady (Remixes Part 1)
- 2012 – Rocksteady (Remixes Part 2)
- 2013 – Chronicles of a Fallen Love (Remixes Part 1) (feat. Greta Svabo Bech)
- 2013 – Chronicles of a Fallen Love (Remixes Part 2) (feat. Greta Svabo Bech)
- 2015 – SBCR & Friends Vol. 1
- 2015 – SBCR & Adversaries Vol. 2
- 2016 – SBCR & Punks Vol. 3
- 2019 – Warp [10 Year Anniversary: 2009 - 2019] (feat. Steve Aoki)
- 2019 – Warp 1.9 (feat. Steve Aoki, Kayzo, Otira, Tsuki, Dr.Fresch) REMIXES
- 2019 – Heavy
- 2021 – The Catastrophists EP (con Tom Morello - Rage Against The Machine)

### Singoli
- 2009 – Warp (feat. Steve Aoki)
- 2009 – Awesome (feat. The Cool Kids)
- 2009 – Come la (feat. Marracash)
- 2009 – Ave Maria
- 2010 – Bob Rifo's Mafia / Il cittadino
- 2010 – 2nd Streets Have No Name (feat. Beta Bow)
- 2010 – New Noise (con Steve Aoki feat. Refused)
- 2011 – Church of Noise (feat. Dennis Lyxzén),
- 2012 – Rocksteady
- 2012 – Chronicles of a Fallen Love (con Greta Svabo Bech)
- 2012 – Spank (con TAI e Bart B More)
- 2013 – Out of Sight (feat. Paul McCartney e Youth)
- 2013 – All the Girls (Around the World) (Feat. Theophilus London)
- 2014 – Raw (feat. Tommy Lee)
- 2014 – Liberi o no (feat. Raphael Gualazzi)
- 2014 – Tanto ci sei (feat. Raphael Gualazzi)
- 2017 – My Name Is Thunder (feat. Jet)
- 2017 – Saint Bass City Rockers
- 2017 – Pirates, Punks & Politics (feat. Perry Farrell)
- 2019 – Wildchild (feat. Ephwurd)
- 2019 – Fkn Face (feat. Dr. Fresch)
- 2019 – Grand Slam (feat. Jayceeoh)
- 2019 – Dawgs (feat. Holly)
- 2019 – Zoning (feat. ZHU)
- 2019 – Run (feat. ShockOne)
- 2020 - Stand Up (Feat.Tom Morello, Dan Reynolds of Imagine Dragons, Shea Diamond)
- 2021 – Jericho (feat. JACKNIFE)
- 2021 – Elevate (feat. Teddy Killerz)
- 2021 – Radium Girls (Feat.Tom Morello, Pussy Riot, The Last Internationale, Aimee Interrupter, White Lung)
- 2024 - This Is Blood (con N8NOFACE & Teddy Killerz)

## Videografia

### Video musicali
- 2008 – Cornelius
- 2009 – Butter
- 2009 – Romborama
- 2009 – Warp 1.9 (feat. Steve Aoki)
- 2009 – Come la (feat. Marracash)
- 2009 – Awesome (feat. The Cool Kids)
- 2009 – Awesome (Remix) (feat. The Cool Kids)
- 2010 – 2nd Streets Have No Name (feat. Beta Bow)
- 2010 – Domino
- 2011 – Church of Noise (feat. Dennis Lyxzén)
- 2012 – Rocksteady
- 2012 – Chronicles of a Fallen Love (feat. Greta Svabo Bech)
- 2013 – Spank (feat. TAI e Bart B More)
- 2013 – Out of Sight (feat. Paul McCartney e Youth)
- 2013 – All the Girls (Around the World) (feat. Theophilus London)
- 2014 – Raw (feat. Tommy Lee)
- 2014 – Liberi o no (feat. Raphael Gualazzi)
- 2017 – My Name Is Thunder (feat. Jet)
- 2018 – Nothing But Love (feat. Jay Buchanan)
- 2024 - This Is Blood (con N8NOFACE & Teddy Killerz)

### Remix
2007
- A Split-Second - Flesh (The Bloody Beetroots vs. SirBilly Remix)
- Alex Gopher - The Game
- Audioporno - Choo Choo
- Bob Rifo - Kinky Malinki
- Cabaret Voltaire - Sensoria (The Bloody Beetroots vs SirBilly Remix)
- Captain Phoenix - Pistols & Hearts
- Crookers - Limonare
- Étienne de Crécy - Funk
- Fox N' Wolf - Beat Me Up
- Goose - Black Gloves
- Goose - Everybody
- Hostage - Gluttony
- Les Petits Pilous - Jolie Fille
- Martin Solveig - C'est la Vie
- Michael Sembello - Maniac (Michael Sembello vs. The Bloody Beetroots)
- Naive New Beaters - Live Good
- South Central - Golden Dawn
- Timbaland - Miscommunication Track ripubblicata come Dimmakmmunication
- Timbaland feat. The Hives - Throw It On Me
- The Toxic Avenger - Escape
- The Whip - Muzzle #1
- The Whip - Trash

2008
- Alphabeat - Boyfriend
- Benny Benassi - I Am Not Drunk
- Bugo - La Mano Mia (Cécile & The Bloody Beetroots Remix)
- Cazals - Somebody, Somewhere
- Crookers - Il Brutto (The Bloody Beetroots Il Bruttissimo Remix)
- Crookers - Purple Lens Game
- Micky Green - Shoulda
- MSTRKRFT - Bounce (The Bloody Beetroots 90's Remix)
- Robyn - Cobrastyle
- Samwell -  What What'' (In the Butt)
- Shitdisco - 72 Virgins
- Sound of Stereo - Heads Up! (The Bloody Beetroots & Iggz Remix)
- Supabeatz - Sexo Perfecto
- The All American Rejects - Gives You Hell
- The Aston Shuffle feat. Tommie Sunshine – Stomp Yo Shoes
- The Kills - Cheap and Cheerful
- The Secret Handshake - Summer of '98

2009
- Dead Disco - You're Out
- Ester Dean feat. Chris Brown - Drop It Low
- Fact - Fog
- Groove Armada feat. Saint Saviour – I Won't Kneel
- Mr. Oizo – Pourriture 7
- Pink - So What
- Peaches - Billionaire
- Proxy - Who Are You?
- Rob Zombie - Burn (The Bloody Beetroots Motherfucker Remix)
- Ryskee feat. Leslie Ming - Leave Me Amor
- Shwayze - Get U Home
- S.P.A. - Pets Dance
- The Bloody Beetroots - Talkin' In My Sleep
- The Killers – Spaceman (Steve Aoki & The Bloody Beetroots Remix)
- Tiga - Mind Dimension
- Tommy Vee & Mauro Ferrucci con CeCe Rogers - Stay
- U-God feat. GZA & Scotty Wotty - Stomp Da Roach
- Vitalic - Second Lives
- Zoo Brazil feat. Adam Sky - Circle Jerk
- Zuper Blahq - Here We Go

2010
- All Leather - Mystery Meat
- Étienne de Crécy - Welcome
- Goose - Can't Stop Me Now
- Proxy - Vibrate
- The Chemical Brothers - Dissolve
- The Subs - Mitsubitchi (come "Bobermann Remix")
- Alan1 - Concertmate (come "Bobermann Remix")
- Boys Noize - Sweet Light #Drummer (come "Bobermann Remix")

2011
- Refused - New Noise (The Bloody Beetroots & Steve Aoki Remix)
- Britney Spears - Till the World Ends
- Hervé feat. Marina Gasolina – Baseball Bat
- SomethingALaMode - Versailles No Bara
- Congorock - Ivory

2012
- Theophilus London - Why Even Try (Bloody Beetroots Remix)
- Killing Joke - Corporate Elect (Bloody Beetroots In Cythera Remix)

2013
- Placebo - Too Many Friends
- Jackson and His Computerband - Arp #1

2016
- Man Is Not a Bird - Rove (SBCR Remix)

2017
- Crossfaith - Revolution (The Bloody Beetroots Remix)
- Army of the Universe - 1999 (SBCR Remix)

2019
- Airwolf - Chasing You (The Bloody Beetroots Remix)

2021
- Pussy Riot & Tom Morello - Weather Strike (The Bloody Beetroots Remix)
- Crass - Banned from the Roxy (The Bloody Beetroots Remix)

2022
- Letdown - Empty  (The Bloody Beetroots Remix)
- Papa Roach - Stand Up (The Bloody Beetroots Remix)

2023
- The Blue Stones - Don't Miss (The Bloody Beetroots Remix)
- Bob Vylan - GDP (The Bloody Beetroots Remix)